# 미국의 도서 검열
도서 검열은 문학적, 예술적, 교육적인 자료가 검열자의 기준에 따라 불쾌하다고 간주되어 해당 자료의 제거, 억압, 또는 유통 제한이 이루어지는 행위를 의미한다. 현재의 미국 영토에서 이루어진 최초의 도서 검열 사례는 1637년, 오늘날 매사추세츠주의 퀸시에서 발생하였다. 특정 도서가 도서 검열을 촉발한 사례도 있었는데, 《톰 아저씨의 오두막》은 최초의 국가 차원의 금서 지정 사례로 자주 언급되는 책이다. 하지만 미국에서 독서 자료 및 그 유통에 대한 검열은 1873년 컴스톡 법(Comstock Laws)이 제정되기 전까지는 산발적으로 이루어졌다. 20세기 초에 이르러 도서 검열은 보다 일반적인 관행이 되었으며, 공공 논쟁의 중심 주제로 떠오르기 시작하였다. 20세기와 21세기 초 전반에 걸쳐 미국에서는 광범위한 도서 검열 시도가 주기적으로 나타났다. 2022년 이후에는 도서 검열 시도 및 실제 사례가 급격히 증가하였으며, 2022년과 2023년 사이에 보고된 사례 수가 63% 상승하였다. 이 중에는 수백 권의 책에 동시에 이의를 제기하는 경우도 상당수 포함되어 있다. 최근 몇 년 동안 미국에서 검열 대상이 되는 도서 중 약 4분의 3은 아동, 초등학생, 청소년을 대상으로 한 책이다.
미국 내 도서 검열에 관한 논쟁에서 ‘읽을 자유(freedom to read)’를 지지하는 이들은 미국 헌법, 특히 제1조(표현의 자유), 제4조(사생활 보호), 제14조(평등 보호)의 전통과 법적 선례를 근거로 삼고 있다. 도서 검열에 대한 정당화 논리는 수십 년 동안 주로 외설성의 정의와 특정 도서 내용의 도덕적 성격에 대한 인식에 기반하여 제시되어 왔다.
오늘날 도서 검열의 대상은 인쇄본, 전자책, 오디오북 또는 이러한 자료를 포함하는 교육과정이 될 수 있다. 검열 대상 도서는 서점과 같은 민간 사업체, 공공도서관 또는 학교나 대학에 소속된 도서관, 나아가 학교나 대학 자체가 소장하거나 사용하는 자료일 수 있다. 검열을 요청하는 주체는 단체, 개인, 또는 정부 관계자일 수 있다.
읽을 자유를 옹호하는 전문 단체로는 미국도서관협회(American Library Association, ALA), 전국 영어 교사 협의회(National Council of Teachers of English, NCTE), 미국 서점 협회(American Booksellers Association) 등이 있다. 반면, 도서 접근 제한을 지지하는 단체로는 ‘자유를 위한 어머니들’, ‘No Left Turn for Education’, ‘MassResistance’ 등이 있다.

## 정의 및 용어
도서 검열은 특정 도서에 포함된 이미지, 아이디어, 또는 정보가 불쾌하다고 여겨짐에 따라, 해당 도서에 대한 접근을 제한하는 행위를 의미한다. 이는 특정 개인이나 단체가 책의 내용을 문제 삼아 한 학교의 모든 학생이나 공공 도서관의 모든 이용자 등의 전체 집단을 대상으로 도서의 제거 또는 접근 제한을 시도하는 경우를 뜻한다. 개인이 자신 또는 보호자에게 해당 도서가 적절하지 않다고 판단하여 읽지 않기로 하는 행위는 이에 포함되지 않는다.
도서 검열은 다양한 형태로 이루어질 수 있다. 학자 에밀리 녹스(Emily Knox)는 ‘능동적 검열’의 네 가지 유형을 다음과 같이 제시한다.
- 제거(Removal): 도서관, 교실, 서점의 진열대에서 특정 도서를 완전히 제거하는 행위
- 재배치(Relocation): 특정 도서를 도서관 내 접근하기 어려운 장소로 옮기는 행위. 예를 들어 ‘성인 전용’ 구역을 따로 마련하는 경우
- 접근 제한(Restriction): 특별한 허가를 받지 않는 한 접근할 수 없도록 도서를 제한된 장소에 보관하는 행위
- 편집(Redaction): 도서의 일부 내용을 검열하여 가리는 행위. 예를 들어 문장을 지우거나 덮어서 독자가 볼 수 없게 하는 것[26]

도서 검열은 흔히 '도서 이의 제기(challenge)'라는 방식으로 시작된다. 이는 도서관이나 기타 장소에서 특정 도서를 제거해 달라는 요청이다. 많은 도서관 및 교육 기관은 ‘재 심사 정책(reconsideration policy)’을 마련해 두고 있으며, 이는 도서에 대한 이의 제기를 어떻게 제기하고, 제기된 이후 어떤 절차가 진행되는지를 규정하고 있다. 이러한 정책은 이의 제기 절차의 투명성과 일관성을 확보하고 적법한 절차를 보장하기 위한 것이다. 일반적으로 행정 담당자나 위원회가 이의 제기 내용을 검토하고 해당 도서를 심사한 후 결정을 내린다. 재 심사 절차를 통해 이의 제기가 받아들여질 경우, 해당 도서는 도서관 자료 목록이나 학교 등에서 제거된다. 이렇게 ‘도서관, 교실 등에서 제거된 책’을 ‘금서(banned book)’라고 부른다.
2021년 이후 미국 전역에서 도서 이의 제기가 급증하면서, 많은 기관에서 자율적 검열, 즉 ‘수동적 검열(passive censorship)’이 증가하고 있다. 이는 녹스가 지적한 바와 같이 ‘위축 효과(chilling effect)’를 유발하며, 특히 학군 차원에서 자주 나타난다. 더불어 2024년 현재, 도서관, 학교 및 기타 장소에서 도서 제거뿐 아니라 재배치 및 접근 제한을 정당화하고 제도화하는 주 및 지방 차원의 법률이 증가하고 있다.

## 역사

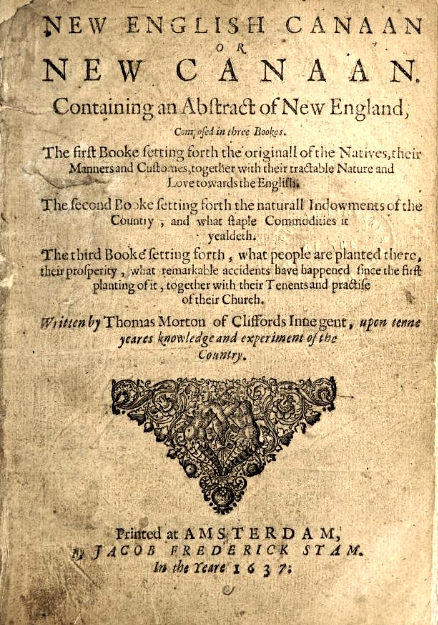
『New English Canaan』의 표지

17세기 동안 현재 미국으로 알려진 지역에서 일반적인 도서 검열 방식 중 하나는 **도서 소각(book burning)**이었다. 오늘날 미국 최초의 금서로 간주되는 책은 토머스 모턴(Thomas Morton)의 New English Canaan or New Canaan으로, 1637년 암스테르담에서 출판되었다. 같은 해, 매사추세츠 퀸시에 있던 청교도 정부는 이 책이 청교도 관습과 권력 구조에 대한 이단적이고 가혹한 비판을 담고 있다고 판단하여 이를 금지하였다. 이후 1650년 10월, 윌리엄 핀천(William Pynchon)의《The Meritorious Price of Our Redemption》은 청교도 정부로부터 비판을 받았고 즉시 소각되었다. 이 사건은 매사추세츠 보스턴에서 일어난 것으로, 흔히 "미국 최초의 도서 소각"으로 언급되거나 간주되기도 한다.
1873년 3월 3일, 그랜트 행정부 시기 미국 의회는 "외설 문학 및 부도덕한 용도의 물품의 거래 및 유통 억제에 관한 법률(An Act for the Suppression of Trade in, and Circulation of, Obscene Literature and Articles of Immoral Use)"을 통과시켰다. 이 법은 일반적으로 콤스톡 법(Comstock Law) 또는 컴스톡 법령(Comstock Act)으로 불린다. 이 법은 미국 우편 서비스을 통해 외설물, 피임 도구, 낙태약, 성인용 장난감, 성적인 내용을 암시하는 개인 서신, 또는 이와 관련된 모든 정보와 같은 물품을 발송하는 행위를 범죄로 규정하였다. 이 법은 단순히 음란물의 유통뿐만 아니라 피임과 낙태에 관한 정보를 담은 의학 저널의 배포도 제한하였다. 연방 정부가 직접 관할하는 워싱턴 D.C.에서는, 이 법에 따라 외설적인 간행물을 판매하거나 배포하거나 소지하는 행위도 벌금형 및 징역형에 처해질 수 있는 경범죄로 규정되었다. 미국의 절반 이상 주는 유사한 반외설 법률을 제정하여 외설물의 소지 및 판매를 금지하였다.
도서 금지는 20세기에 들어서면서 더욱 일반화되었다. 제임스 조이스, 시어도어 드라이저, 어니스트 헤밍웨이, F. 스콧 피츠제럴드, 존 스타인벡과 같은 모더니즘 및 진보주의 작가들이 문학 활동을 시작하면서 선이 악을 이기는 구조를 담은 작품들이 주를 이루던 기존의 전통 문학에서 크게 벗어났기 때문이다. 이 작가들은 논쟁적인 주제를 다루는 데 주저하지 않았다. 예를 들어, 헤밍웨이의 《무기여 잘 있거라(A Farewell to Arms)》는 제1차 세계대전의 참혹한 현실과 주인공 프레데릭 헨리와 캐서린 바클리의 사랑 이야기를 그리고 있으며, 이 과정에서 비극적인 출산 장면이 적나라하게 묘사된다. 보스턴을 포함한 일부 도시들은 1929년 해당 작품이 ‘음탕하다’는 이유로 이를 금지하였다.
보스턴은 1922년 로버트 키블(Robert Keable)의 《Simon Called Peter》를 시작으로 감시 및 검열을 주도한 Watch and Ward Society의 영향으로 도서 검열의 중심지가 되었다. 당시 도서들이 우편으로 유통되는 것은 금지되지 않았음에도 불구하고, 1920년대 보스턴에서는 잡지 The American Mercury와 Elmer Gantry, An American Tragedy, Lady Chatterley's Lover, 연극 Strange Interlude의 출간 대본 등 다양한 작품들이 검열 대상이 되었다. 이런 보스턴 내 검열이 심화되면서, 미국 타 지역에서는 "보스턴에서 금지됨(Banned in Boston)"이라는 문구가 마케팅 문구로 활용되기도 했다. 결국 이러한 검열은 지역 내 반발을 불러일으켰다. 1929년 《하버드 크림슨(The Harvard Crimson)》에 실린 한 기사는 "보스턴이 창작 활동을 끊임없이 억압하는 것을 질책하는 것이 이제는 너무 지겨워 절망적으로 체념하게 된다"고 보도하였다. 검열에 대한 저항은 1920년대부터 본격화되었으며, 서점들이 시민의 ‘읽을 권리’를 옹호하면서 시작되었다. 1933년, 보스턴에서 존 M. 우슬리 (John M. Woolsey) 판사는 제임스 조이스의 *율리시스(Ulysses)*에 대한 연방 차원의 금지를 기각하였으며, 그는 "성의 표현은 진지한 문학 속에서는 허용되어야 한다"고 판결하였다. 이는 컴스톡 법의 해석에서 중요한 분기점이 되었으며, 이후 1957년 Roth v. United States 사건에서 검열 대상 도서의 정의는 “사회적으로 아무런 구제 가치가 없는(utterly without redeeming social importance)” 책으로 재정의되었다. 워치 앤 워드 소사이어티의 권한은 점차 보스턴 인구 구성과 보다 일치하는 시 당국으로 이양되었고, 이는 도시의 주류 지도부와 더 밀접한 관계를 형성하였다.
검열의 물결 이후, 포레스트 스폴딩(Forrest Spaulding) 디모인 공립도서관 관장은 1938년, "증대하는 불관용, 표현의 자유 억압 및 소수자와 개인의 권리를 침해하는 검열"에 맞서기 위해 **도서관 권리 선언(Library Bill of Rights)**을 초안하였다. 이 선언은 1년 후 미국 도서관 협회에 의해 채택 및 수정되었으며, 현재는 "도서 금지, 성별 및 인종 차별, 전시 공간에의 적용" 등으로 그 적용 범위가 확대되었다. 1953년에는 전문 직업인들로 구성된 집단이 "출판사 및 사서의 책임은 미국인의 독서 자유를 보호하는 데 있다"고 규정하면서, “읽을 자유는 민주주의에 필수적이다(The freedom to read is essential to our democracy)”라는 선언문을 발표하였다.
이 시기의 또 다른 중요한 양상은 남부 지역을 중심으로 한 친남부 연합 정서의 부활이었다. 대표적인 사례는 **남부연합의 딸들(United Daughters of the Confederacy, UDC)**이 주도한 특정 교과서의 금지 시도와 실제 금지이다. 이들은 대부분 사실이 아니거나 완전히 허위인 주장을 통해 '잃어버린 대의(Lost Cause)' 서사를 홍보하려 하였다. UDC가 초기부터 겨냥했던 교과서 중 하나는 데이비드 S. 머지(David S. Muzzey)의 American History였다. 이 책은 1919년 러더퍼드 위원회(Rutherford Committee)가 해당 서사를 강화하기 위해 발간한 소책자에 실린 지침 대부분에 위배되는 내용을 담고 있었다. UDC는 이미 1916년에 이 책을 문제 삼았으나, 노스캐롤라이나 교과서 위원회는 1920년 초 해당 교과서를 사용 승인하였다. 그러나 10월, UDC는 주 전체에서 책의 금지를 요구하였고, 1922년 계약 갱신 시기가 되자 공공 여론의 압력에 따라 계약은 갱신되지 않았다.
조지아주는 1953년 **조지아 문학 위원회(Georgia Literature Commission)**를 설립하였으며, 초기에 이 위원회는 주의 외설 관련 법률 집행을 지방 검사들이 수행할 수 있도록 지원하는 역할을 맡았다. 1958년에는 출판 중지를 위한 소환장 발부 및 금지 명령 청구 권한을 획득하였다. 이 위원회는 수백 종의 간행물을 검열하였으나, 1960년대 법원의 반복된 기각 판결로 인해 점차 힘을 잃었고, 1973년에 폐지되었다.
2021년 이후 다시 한 차례 도서 검열의 물결이 미국 전역에서 나타났다. 2022년, 미국도서관협회는 도서 검열이 전례 없는 수준으로 증가하였다고 보고하였다. 해당 보고서는 검열의 상당수가 LGBTQ 및 인종 소수자 관점이 담긴 책들을 대상으로 하였으며, 사서들에 대한 괴롭힘과 협박이 증가하는 추세라고 지적하였다.
2023년 8월, 플로리다주에서는 주 법률을 준수하기 위해 셰익스피어 극과 문학의 수업 내용에 제한이 가해졌으며, 교사들은 이에 따라 해당 작품을 가르치는 데 있어 제한된 범위 내에서만 접근할 수 있게 되었다.

## 교육 위원회
학교 이사회는 종종 읽을 권리에 대한 소송에 연루되어 왔으며, 이는 일부 단체에 의해 미국 수정헌법 제1조에 포함된 권리로 간주된다. 일부 소송은 주 대법원 및 미국 연방 항소 법원까지 올라갔다. 1924년 Evans 대 캘리포니아주 프레즈노 카운티의 셀마 연합 고등학교 학군 사건에서는 “학교 도서관에 책을 구입해 추가하는 행위만으로 그 책에 담긴 이론이나 교리를 채택하거나, 문학 작품으로서 참고 도서관에 포함될 만한 적합성을 제외하고는 해당 도서를 승인하는 의미는 없다”고 판결하였다. 1976년 Minarcini 대 스트롱즈빌 시 학군 사건에서는 학군이 특정 교과과정에 텍스트 사용을 허용하지 않기로 한 결정을 인정하였으나, “도서관에서 해당 도서를 제거한 것은 위헌”이라며, 도서관을 “지식의 저장소”로 묘사하였다.
검열 문제는 1982년 미국 연방대법원에서도 다루어졌는데, 이 사건은 Island Trees School District v. Pico 사건이다. 이 사건은 학교 이사회가 특정 도서들이 부적절하다고 판단하여 도서관에서 제거한 것과 관련되어 있었다. 대법원은 “수정헌법 제1조는 고등학교 및 중학교 도서관에서 도서를 제거할 때 지방 교육청의 재량에 제한을 둔다”고 판시하였다. 이 사건은 뉴욕 유나이티드 학부모 단체라는 조직의 이의 제기에 따라 학교 도서관에서 아홉 권의 책이 제거된 후, 이에 반대한 다섯 명의 학생들에 의해 대법원에 제소되었다. 대법원은 수정헌법 제1조에 따라 “지방 교육청은 단지 해당 도서의 사상이나 아이디어가 마음에 들지 않는다는 이유만으로 도서관 서가에서 책을 제거해서는 안 된다”고 판결하였다. 이 사건의 판결문을 작성한 William J. Brennan Jr. 대법관은 “지방 교육청은 학교 운영에 있어서 광범위한 재량권을 가지고 있지만, 그 재량은 수정헌법 제1조가 요구하는 초월적 명령에 부합하는 방식으로 행사되어야 한다”고 설명하였다. 브레넌은 또한 학교 이사회가 “학습 자료를 선택할 절대적 재량”을 가진다고 하면서, 교실에서 사용하는 교재를 제거하는 것은 위헌이 아니지만, 그 재량이 “편협하게 당파적이거나 정치적인 방식으로 행사되어서는 안 된다”고 밝혔다. 마지막으로 그는 도서관을 “정보와 아이디어의 논의, 토론, 보급에 대중이 접근할 수 있게 하는 데 있어 수정헌법 제1조가 수행하는 역할을 대표하는 독립적인 제도”라고 언급하였다.
Island Trees School District v. Pico 사건에 근거한 연방법원 소송(소송에서는 Board of Education v. Pico로 식별됨)이 2023년 5월, Escambia County 교육구과 Escambia County 교육위원회를 상대로 제기되었다.
텍사스 전역의 다양한 사립 학군에서 학교 지도자들에 의한 도서 금지 사례는 최근 몇 년 동안 증가하였다. 그 결과, 2022년 미국 도서관 협회 보고서에 따르면 텍사스는 도서 금지 신청이 가장 많은 주로 기록되었다. 휴스턴 지역 학교들은 부적절한 내용 여부를 검토하기 위해 도서를 서가에서 제거하거나 검토하고 있으며, 이러한 도서 금지 신청은 휴스턴 지역 학교 도서 박람회에서 판매 가능한 자료에도 영향을 미치고 있다.

## 검열의 이유
도서에 검열 신청이 들어오는 이유는 주제나 내용과 관련된 여러 가지 요소들, 특히 연령 적합성과 관련이 있다. 2016년까지의 10년 동안 지적 자유 사무국(Office of Intellectual Freedom)에 보고된 자료에 따르면, 도서의 검열 신청 이유 중 가장 흔한 세 가지 이유는 다음과 같다:
- 해당 자료가 "성적으로 노골적"이라는 평가
- "모욕적인 언어"를 포함하고 있다는 평가
- "모든 연령대에 부적합"하다는 평가[61]

도서관 차원의 검열이 증가하고 있음에도 불구하고, 미국도서관협회(ALA)의 정책인 《도서관 권리 선언(Library Bill of Rights)》에 대한 해석은 다음과 같은 입장을 취하고 있다. “사서와 관리 기관은, 자녀에 대한 자료 접근을 제한할 권리와 책임은 오직 부모에게만 있으며, 부모 자신의 자녀에게만 해당된다는 점을 분명히 해야 한다.”
PEN 아메리카가 2023년 6월 1일부터 12월 31일까지 수집한 데이터를 바탕으로 발표한 보고서에 따르면, 금지된 도서의 유형에는 다음 네 가지 주요 경향이 존재한다:
- 책이 "외설적"이라는 주장을 바탕으로 성폭력을 자세히 다룬 도서를 금지
- 2021년부터 2023년까지 전체 금지의 36%를 차지한 LGBTQ+ 관련 도서를, 성적 지향이나 성 정체성이 학생 교육에 포함되지 않도록 금지
- "성별 이데올로기"가 유해하다는 주장과 관련하여 트랜스젠더 서사에 대한 특별한 집중
- 인종과 인종차별을 다룬 책이나 유색인종 등장 인물이 포함된 책을, 인종에 대한 논의가 인종차별을 유발한다는 주장을 통해 "분열적"이라고 규정하며 금지

미국도서관협회(ALA)에 따르면, 검열의 원인은 이 외에도 20가지 이상이 존재한다. 《People for the American Way》에 따르면, 1990년부터 2000년까지 도서에 대한 도전의 가장 빈번한 원인은 "성적으로 노골적인" 자료였으며, 그 다음으로는 "모욕적인 언어"가 두 번째로 많이 언급되었다.

### 노골적인 성적 묘사
다양한 단체들은 어떠한 형태로든 성(性)이 어린이들로 하여금 성에 대해 생각하거나, 흥미를 갖거나, 성관계를 갖도록 부추길 수 있다고 우려하고 있다. 이러한 우려는 성교육을 제공하는 도서, 강간이나 성폭행을 묘사하는 도서, 성적으로 노골적인 이미지가 포함된 도서, "외설 잡지"(2018년), 또는 성적인 암시가 담긴 도서 등 광범위한 범주에 해당한다. 이러한 검열 논리는 주로 연령 적합성 문제와 결부되어 사용된다. 그 대표적인 예가 《호밀밭의 파수꾼(The Catcher in the Rye)》이다. 이 작품에는 포주와 창녀가 등장하는 에피소드가 있으며, 이것이 소설에 대한 반감의 주요 원인으로 작용한다. 일부 교육위원회는 이 소설을 금지하였고, 다른 곳에서는 제한 도서로 분류하여 부모의 동의를 요구하였다.
또 다른 사례는 마거릿 애트우드의 디스토피아 소설 《시녀 이야기(The Handmaid’s Tale)》이다. 이 소설에는 노골적인 성적 내용이 포함되어 있어 많은 단체들이 청소년 독자에게 부적절하다고 판단하였다. 조지아주에서 열린 SB 226 청문회에서 이 도서는 학부모들에 의해 문제 제기되었으며, 해당 법안은 교장과 교육위원회가 학생들에게 적절한 도서를 단독으로 결정할 수 있도록 하는 내용이었다. 그러나 SB 226은 최종적으로 통과되지 않았으며, 2021년 3월 31일에 철회되었다.
이러한 논리는 성적으로 노골적이지 않더라도 LGBTQIA+ 관련 내용이 담긴 도서에 대해서도 자주 적용된다. 예를 들어, 동성애자라는 언급만으로도 "성적으로 노골적"이라는 이유로 문제 삼는 경우가 있다. 그 대표적인 예가 어린이 도서 《And Tango Makes Three》이다. 이 책은 센트럴파크 동물원에 사는 두 마리의 동성애 펭귄에 대한 이야기로, 성적으로 노골적인 장면은 전혀 없지만, 동성애가 등장한다는 이유와 "연령대에 부적합"하다는 이유로 자주 의문을 제기받는다.

### 공격적인 표현
또 다른 검열의 이유는 내용에 욕설이나 불쾌감을 주는 언어가 포함되어 있다는 것이다. 그러나 무엇이 "불쾌하다"는 것은 매우 주관적이기 때문에, 이 부분에서는 욕설과 저속한 언어에 집중하고, "인종차별, 약물 언급, 문화적 주장" 등 다른 이유는 본 페이지의 다른 섹션에서 다룬다. 불경하거 저속한 언어의 사용은 종종 욕설을 의미하며, 이는 책에 대한 도전 이유로 흔히 제기된다.
몇 가지 예로는 《The Hate U Give》가 흔히 욕설(f-word)을 사용하고, 《Eleanor & Park》는 주요 등장인물들의 어려운 가정 환경과 학교 환경을 묘사하는 데 있어 저속한 언어를 사용하여 논란이 되었다. 《The Hate U Give》에서 f-word의 사용에 대해 저자 Angie Thomas는 "《The Hate U Give》에는 f-word가 89번 등장한다. 내가 직접 세어봤다. 그리고 지난 해, 900명 이상의 사람들이 경찰에 의해 살해되었다. 사람들은 그 숫자에 대해 더 걱정해야지, f-word의 숫자에 대해서는 신경 쓸 필요가 없다"고 변호했다.

### 인종
인종차별의 이야기를 담고 있거나, "비판적 인종 이론(Critical race theory)"을 가르친다고 여겨지거나, 인종차별적 비속어를 포함하거나, 인종에 대한 입장이 혼란스럽다고 판단되는 소설들은 자주 검열의 대상이 된다. PEN이 2021년 7월부터 2022년 3월까지 추적한 보고서에 따르면, 금지된 1,586권의 책 중 40%는 유색인종 캐릭터를 포함하고 있었으며, 21%는 인종 및 인종차별 문제를 다루고 있었다.
이러한 이유로 의문을 제기받은 대표적인 두 권의 책은 *앵무새 죽이기(To Kill a Mockingbird)*와 *허클베리 핀의 모험(Adventures of Huckleberry Finn)*이다. 이 두 작품은 모두 미국 국회도서관이 선정한 "미국을 형성한 책들" 목록에 포함되어 있으나, 일부 학생들은 이 책들에 사용된 언어로 인해 불편함을 느꼈다. 이 책들을 옹호하는 자유 언론 옹호 연합(NCAC)과 같은 단체들은, 이 작품들이 "역사적으로 정확한 인종차별적 언어를 사용하는 반(反)인종차별 이야기"라고 반박한다. 앵무새 죽이기는 강간과 인종 불평등 문제를 다루고 있으며, 보편적인 주제를 지닌 작품으로 미국 문학 정전에 전통적으로 포함되어 왔다. 이 책에 대한 한 차례의 도전은 2008년 뉴저지 주 체리힐(Cherry Hill)에서 일어났으며, 한 주민이 이 소설이 고등학교 영어 교과 과정에 포함되는 것에 반대했다. 그는 이 책이 흑인 미국인들을 다루는 방식에 문제가 있으며, 그 묘사들이 흑인 독자들에게 상처를 줄 수 있다고 주장했다. 그러나 학교 이사회는 책을 교과 과정에 계속 포함시키기로 만장일치로 결정했고, 대신 교사가 수업에서 이 소설을 사용할 때 모든 독자를 배려할 수 있도록 인종 민감성 훈련을 제공하기로 했다.
비판적 인종 이론(Critical race theory)은 미국의 법과 제도가 어떻게 사회적 인종 격차를 유지하는지를 설명하는 이론적 모델이며, 일반적으로는 대학 이상의 학문적 저작에서 가장 자주 등장한다. 이 이론과 관련이 있다고 주장되며 의문을 제기받은 책들에는 이브람 X. 켄디(Ibram X. Kendi)의 Stamped from the Beginning, Angie Thomas(Angie Thomas)의 The Hate U Give, 그리고 마리안 셀라노(Marianne Celano)와 마리에타 콜린스(Marietta Collins)의 Something Happened in Our Town: A Child's Story About Racial Injustice 등이 있다. 거의 모든 학군이 비판적 인종 이론을 가르치지 않는다고 주장하고 있음에도 불구하고, 책 검열을 주도하는 많은 이들은 이 용어를 인종 문제 및 LGBTQ 포용 정책을 포함한 학교의 "형평성 프로그램"을 지칭하는 표현으로 사용하고 있다.

### 사회
수많은 책들이 "언어, 인종적 특성, 약물 사용, 사회적 계층, 등장인물의 성적 지향, 또는 도전자가 독자에게 해롭다고 여기는 기타 사회적 차이를 묘사하는 이유로 억압받았다." 미국에서는 사회적 이유로 책이 억압된 사례가 많이 있다. Dawn Sova는 "Literature Suppressed on Social Grounds"라는 에세이를 집필하여 책이 검열되는 이유를 알리기 위해 이러한 이유로 금지되거나 도전받은 책들을 나열했다. 이 유형의 검열에 대한 몇 가지 예로는 J.D. 샐린저의 《호밀밭의 파수꾼》, 켄 케이시의 《뻐꾸기 둥지 위로 날아간 새》, 마크 트웨인의 《허클베리 핀의 모험》이 있다. 이 모든 이야기들은 권위를 무시하고 사회적 규범과 규칙을 따르지 않는 주요 등장인물들을 특징으로 한다. 홀든 콜필드, 랜들 맥머피, 허클베 핀은 저속한 언어 사용과 반전통적인 세계관을 공유한다. 이 책들의 공통된 주제는 규칙을 깨고 쾌락으로 가득한 삶을 사는 등장인물들을 우상화하는 것이다. Sova는 검열자들이 이러한 책을 금지하려는 이유는 등장인물들의 반항적인 성향이 아이들에게 영향을 미쳐 부모, 법, 교사에 대한 존경을 잃게 할 것을 우려했기 때문이라고 제시한다.
마크 트웨인의 《Adventures of Huckleberry Finn》(1884)은 2007년 미국도서관협회에서 인종차별적 이유로 가장 많이 금지된 책 중 5위로 언급되었다. NewSouth Books는 "nigger"와 "Injun"이라는 단어를 삭제한 편집본을 출판하여 언론의 주목을 받았다. 애리조나주의 한 학군에서는 이 소설을 금지하려 시도했으며, 이 사건은 미국 제 9순회 항소법원에서 다뤄진 몬테이로 대 템피 연합 고등학교 학군 사건(1998)으로 이어졌다.
1939년 8월, 캘리포니아 주 커른 카운티 감독 위원회는 《분노의 포도》를 카운티 도서관과 학교에서 금지하는 결의안을 통과시켰다. 커른 카운티 자유 도서관의 책임 사서인 Gretchen Knief Schenk는 개인적으로 감독들에게 항의했지만 금지 조치를 따랐다. 이 금지는 주로 농업에 의존하는 지역 경제와 관련이 있었으며, 크니프의 순응은 도서관의 공식적인 지원 부족과 함께 이루어졌다. 이 금지는 1941년에 철회되었다.
2020년 9월, 캘리포니아 주 버뱅크 통합교육구은 부모들이 인종차별에 대해 우려를 표명한 후 중학교와 고등학교 교육 과정에서 《앵무새 죽이기》, 《허클베리 핀의 모험》, 《생쥐와 남자》, 《더 케이》, 《천둥아, 내 외침을 들어라!》를 필독서 목록에서 제외시켰다.

### 정치
미국 국무부, 중앙정보국(CIA), 그리고 마약단속국(FBN)은 로스 Y. 코엔(Ross Y. Koen)의 학술 작품 《The China Lobby in American Politics》를 성공적으로 억압했다. 이 책은 미국 정부의 의회와 행정부에서 중국 로비미국 내 중국 로비의 영향력, 당시 대만 군사 독재의 집권당이었던 중국 국민당의 헤로인 밀매에 대해 다뤘다. 이 억압은 중국 국민당의 대사관을 통해 촉발되었으며, 처음에는 출판사인 맥밀런에 대해 명예훼손 소송을 위협한 후 진행되었다.
책은 정치적 내용 때문에 지방 정부와 학군에 의해 억압된 경우도 많다. 특히 일부 사람들이 아나키즘, 공산주의 또는 사회주의를 홍보한다고 인식하는 책들은 미국에서 억압된 역사를 가지고 있다. 카를 마르크스와 프리드리히 엥겔스의《공산당 선언》(The Communist Manifesto)은 특히 1950년대 적색 공포(Red Scare) 동안 그 공산주의 사상 때문에 자주 도전받았고, 도서관에서 널리 제한되었다. 조지 오웰의 《1984》는 1981년 플로리다 주 잭슨 카운티에서 "공산주의적이고 명백한 성적 내용이 포함되었다"는 이유로 검열이 주장되었다. 1980년, Irwin Schiff는 《The Federal Mafia》를 출판했으나, 제9순회 항소법원에서 그것이 사기라고 판결되었다.

### 종교
미국 역사 속에서 많은 책들이 종교적 이유로 의문을 제기받았다. 종교적 이유로 책에 의문을 제기하는 사람들은 텍스트가 특정 신념을 공격하거나, 동의하지 않거나, 신념과 충돌한다고 느낄 수 있다. 때로는 책이 읽는 이와 다른 종교적 신념을 포함하고 있을 수 있다. 유명한 예로 찰스 다윈의 《종의 기원(On the Origin of Species)》이 있다. 1925년 테네시주에서 제정된 버틀러 법(Butler Act)은 학교에서 창조론에 관한 설명과 상충하는 내용을 가르치는 것을 불법으로 만들었다. 이 책에 나온 진화론은 많은 사람들이 성경과 충돌한다고 인식했기 때문에 다윈의 책은 금지되었다. 이 법은 1967년까지 유지되었다. 또 다른 논란은 2017년 플로리다에서 있었는데, HB 909 교육 자료 법은 카운티의 주민이 K-12 교육 자료에 대해 도전할 수 있도록 허용했다. 이 법에 반대하는 사람들은 교실에서 과학과 진화론 교육에 대한 방해를 우려했다.
많은 인기 있는 판타지 작품들도 마법의 존재로 인해 의문을 제기받았다. 종종 이러한 작품들이 마법과 주술을 조장한다고 인식된다. 예로는 《해리 포터》 시리즈와 로알드 달의 《마녀들(The Witches)》이 있다. 이들 중 어느 것도 기독교를 공격하거나 동의하지 않지만, 일부 기독교 단체는 마법에 대한 이야기가 아이들에게 신앙과 반대되는 방식으로 행동하도록 영감을 줄 것이라고 생각한다. 시더빌 학교 구역에서는 해리 포터 시리즈를 부모의 허가 없이 대출할 수 없도록 제한했다. 이 규칙이 시행된 후, 4학년 학생인 다코타 카운츠의 부모는 이를 헌법적 권리를 침해한다고 주장하며 도전했다. 그 결과 2003년 법원 사건인 《카운츠 대 시더빌 학교 구역》(Counts v. Cedarville School District)에서 법원은 이 제한을 뒤집고 부모의 손을 들어주었다. 학교용 도서 출판사인 Scholastic은 이 사건에 대해 "이 책들이 아이들에게 옳고 그름, 선과 악을 가르친다"고 주장했다. 2007년, 조지아주 로렌스빌에서 공립학교 교실에 해리 포터 시리즈를 두는 것에 대한 또 다른 도전이 있었다. 결국, 학교 이사회는 책들이 창의력, 상상력, 학습과 독서에 대한 사랑을 불러일으킬 잠재력이 있다고 방어하며 책을 교실에 남겨두기로 만장일치로 결정했다.

### 보안
《다크 하트 작전(Operation Dark Heart)》은 2010년에 출간된 미국 육군 정보 장교 앤서니 셰퍼 중령의 회고록으로, 책에서 드러낸 정보에 대해 국방부가 검열하려는 시도가 있었다. 이 책은 이미 수정 없이 배포된 이후에도 검열 시도가 있었으며, 수정된 버전과 원본 버전 모두 공공 영역에 속한다.

## 예시

### 멋진 신세계 (Brave New World)
올더스 헉슬리의 디스토피아 소설 《멋진 신세계(Brave New World)》(1931)는 일부 학교 구역에서 의문을 제기받았다. 2003년, 텍사스 주 메르세데스의 남부 텍사스 독립학교 구역에서는 이 책이 "의문을 제기받았지만 유지되었다." 부모들은 소설에 등장하는 성, 약물, 자살 등의 성인 주제에 대해 반대했다. 헉슬리의 책은 여름 과학 아카데미 커리큘럼의 일부였으며, 이사회는 부모들에게 자녀의 책 선택에 더 많은 통제를 부여하기 위해 교장들이 의문을 제기받은 책에 대해 대체 도서를 자동으로 제공하도록 요구하는 방안을 통과시켰다.

### 생쥐와 인간 ( Of Mice and Men)
존 스타인벡의 《생쥐와 인간(Of Mice and Men)》은 1937년에 처음 출판되었으며, 미국의 고전으로 간주되며, 래드클리프 출판 과정에서 20세기 최고의 소설 중 12위에 올랐다. 이 책은 단순한 성격이지만 깊은 메시지를 전달하여 영어 교육과정에서 자주 사용된다. 그럼에도 불구하고 이 소설은 2001년, 2003년, 2004년 ALA의 가장 자주 검열을 주장당한 책 10위에 올랐다. 《미국에서 금지된 책(Banned in the U.S.A.)》의 저자 허버트 포에르스텔은 "검열자들은 이 비극적인 이야기에서 조잡한 영웅들이 저속한 언어를 사용하는 장면이 우리 사회 시스템에 대한 비판을 내포하고 있다며 젊고 감수성이 풍부한 이들을 보호하기 위함이다"라고 주장한다. 지적 자유 사무소에 의해 관찰된 주요 검열 이유는 "불쾌한 언어, 인종차별, 연령대에 부적합, 폭력"이다.
2004년 일리노이주 노멀에서 이 소설에 대한 반대 사례가 발생했다. 학교 구역의 일부 부모와 지역 주민들은 이 소설의 주제와 유사한 주제를 다루면서도 그들이 반대하는 인종적 비속어가 포함되지 않은 다른 책을 읽을 것을 제안했다. 그들은 이 책이 10학년 영어 교육과정에서 영구적으로 요구되는 도서 목록에서 제외되어야 한다고 주장했으나, 책을 금지해야 한다고 요청하지는 않았다. 그들은 이 소설이 과거의 불의를 다루고 있다는 점에서 긍정적으로 평가했으나, 자신들이 제안한 대체 도서들이 "문화적이고 사회적으로 민감한 문제를 의미 있고 존중하는 방식으로 다룬다"고 믿었다. 반면 스타인벡의 소설은 그렇지 않다고 생각했다.

### 앵무새 죽이기 (To Kill a Mockingbird)
하퍼 리의 《앵무새 죽이기(To Kill a Mockingbird)》(1960)는 퓰리처 상을 수상했으며 이후 미국의 고전으로 간주된다. 이 소설은 강간과 인종 불평등 문제를 다루고 있지만, 많은 독자들에게 다가갈 수 있는 보편적인 주제로 높이 평가된다. 이 소설은 1960년 출판 이후 계속해서 검열을 받아왔으며, 2009년과 2011년에는 ALA의 가장 자주 검열을 주장당한 책 목록에 올랐다. 이 소설은 인종적 불의, 계급 시스템, 성 역할, 순수성의 상실을 다루면서 폭력, 강간, 근친상간과 권위에 대해 논의하고 강한 언어를 사용했기 때문에 불쾌감을 일으킨다고 여겨졌다.
1996년 7월, 미시시피주 모스 포인트 학군의 교육감은 이 소설에 대한 불만을 제기한 그레그 포스터 목사의 인종적 묘사와 성적 활동에 대한 논의에 대한 민원에 따라 부모, 지역 주민, 교사들로 구성된 그룹이 이 소설을 재검토할 것이라고 발표했다. 결국 이 소설은 학군 내에서 접근이 금지되었다. 또 다른 사례는 2008년 뉴저지주 체리힐에서 발생했다. 한 주민이 고등학교 영어 교육과정의 일부로 《앵무새 죽이기》를 사용하는 것에 반대했으며, 소설 속에서 아프리카계 미국인이 처한 상황과 묘사에 문제가 있다고 주장했다. 그는 이 묘사들이 소설을 읽고 있는 흑인 학생들을 불쾌하게 할 수 있다고 우려했다. 그러나 이 책을 금지하는 대신, 학교 이사회는 이 책을 교육과정에 계속 포함시키기로 만장일치로 결정했으며, 흑인 학생들을 불쾌하게 할 수 있다는 우려에 대해서는 이 소설을 사용하는 교사들에 대한 인종 감수 교육을 제공하기로 했다.

### 미국 정치에서의 중국 로비 (The China Lobby in American Politics)
1960년, 학자 로스 Y. 코엔(Ross Y. Koen)의 《미국 정치에서의 중국 로비(The China Lobby in American Politics)》는 대만의 집권당인 중국 국민당의 요청으로 미국 국무부, 중앙정보국(CIA), 연방 마약 단속국(FBN)에 의해 검열되었다. 이 책은 미국 의회와 연방 정부에서의 중국 로비의 영향력에 대해 다루고 있으며, 당시 대만 군사 독재 정권을 이끌던 중국 국민당이 연루된 헤로인 밀매에 대한 증거도 문서화하고 있다. 코엔은 이와 관련된 상당한 증거를 제시했으며, 이후 다른 학자들에 의해 그의 주장이 확인되었다. 중국 국민당은 당시 자신들의 대사관을 통해 검열을 시작했으며, 그들은 처음에 출판사인 맥밀란에 대한 명예 훼손 소송을 위협한 바 있다. 책이 4,000부가 인쇄된 후, 국무부의 개입으로 출판사는 책을 회수하고 출판을 중단했다. 그럼에도 불구하고 일부 책들은 대학의 희귀 도서 저장소로 흘러들어갔다. 우익 단체들은 도서관에서 남아 있는 많은 사본을 훔치기도 했다. 이 책은 1974년에 다른 학자들이 코엔의 연구 결과가 정확하다고 증명한 후 재발행되었다.

### 호밀 밭의 파수꾼(The catcher in the Rye)
J.D. Salinger의 《호밀 밭의 파수꾼(The Catcher in the Rye)》는 1951년에 처음 출판된 이후 자주 검열을 주장당하고 가르쳐져 온 작품이다. 1980년대에는 "미국에서 가장 자주 검열된 책"이면서 동시에 "공립 학교에서 두 번째로 자주 가르쳐진 소설"이라는 특이한 기록을 세웠다. 미국 도서관 협회(ALA)는 1966년부터 1975년까지 이 책을 가장 많이 검열된 책으로 지정했으며, 1990년부터 1999년까지는 열 번째로 가장 자주 검열을 주장 받은 책으로 언급되었다. 이 소설은 또한 래드클리프 출판 과정(Radcliffe Publishing Course)에서 20세기 가장 위대한 소설 중 두 번째로 꼽혔다.
대부분의 반대 의견은 소설의 언어에 관한 것이었지만, 책에는 매춘, 성, 미성년자의 음주와 같은 내용도 포함되어 있으며, 이는 보수적인 미국 단체인 'Focus on the Family'가 발표한 책 리뷰에서 언급된 바 있다. ALA는 이 책의 검열 이유로 "불쾌한 언어, 성적 표현, 연령에 부적합"을 들었다. 이 책이 처음 검열된 사례는 1960년으로, 오클라호마주 털사에서 이 책이 금지되었고, 이 책을 과제로 제시한 11학년 교사는 책의 내용이 문제가 된 이유로 해고되었다. 1996년 메인주 파리에서 있었던 한 사건에서는《호밀밭의 파수꾼》이 학교에서 계속 가르쳐지도록 허용되었지만, 학생들이 어떤 책을 읽는지 부모에게 알리도록 하는 방침이 마련되었으며, 결국 어떤 책을 읽을지 결정하는 권한이 학교가 아니라 부모에게 주어졌다.

### CIA와 지능 숭배 (The CIA and the Cult of Intelligence)
《The CIA and the Cult of Intelligence》(1974)은 전직 CIA 및 국무부 직원인 빅터 마르체티(Victor Marchetti)와 존 D. 마크(John D. Marks)가 쓴 책으로, 출판 전에 연방 법원에 의해 검열된 첫 번째 책으로 알려져 있다. 저자들은 CIA의 399개 구절 검열 명령에 맞서 싸웠으며, 법원은 결국 168개 구절을 검열하기로 결정했다. 이 책은 베스트셀러로, 미국 상원 특별위원회인 교회 위원회(Church Committee)의 창설을 이끈 것으로 평가된다.

### 펀 홈 (Fun Home)
2006년 10월, 미주리주 마셜의 한 주민은 앨리슨 벡델(Alison Bechdel)의 그래픽 노블 《Fun Home》을 마셜 공공 도서관에서 제거하려는 시도를 했다. 이 책은 성적 지향, 성 역할, 자살, 정서적 학대, 역기능 가, 그리고 자신과 가족을 이해하는 데 있어 문학의 역할과 같은 주제를 다룬다. 이러한 도전은 책에 삽화가 포함되어 있어 더 어린 아이들에게 접근할 수 있다는 점에서 중요하며, 따라서 내용이 독자에게 적합하지 않다고 판단될 때 더욱 검열을 주장받기 쉽다.

### 멜리사 (Melissa)
2018년, 2019년, 2020년에 알렉스 지노(Alex Gino)의 책 《멜리사》는 미국 도서관 협회(American Library Association)의 연례 상위 10개 도전 도서 목록에서 가장 많이 검열을 주장받은 책으로 보고되었다. 이 책은 "LGBTQIA+ 콘텐츠"로 주장되었지만, 검열자들은 종교적 관점과 "전통적인 가족 구조"와의 충돌, 그리고 잠재적인 "혼란을 야기할 수 있다"는 이유 등 다른 이유로도 검열을 주장했다.

### 헝거 게임 3부작 (The Hunger Games trilogy)
수잔 콜린스(Suzanne Collins)의 《헝거 게임》은 포스트 아포칼립스 세계에서 엄격한 독재 체제 하에 살아가는 16세 소녀 캣니스 에버딘의 시점에서 이야기를 풀어가는 청소년 디스토피아 소설이다. 이 시리즈는 반란과 봉기, 정부의 통제, 그리고 부패한 정치 권력을 강조한다. 여러 지역 구분은 불평등한 부의 분배를 나타내며, 소설에는 폭력, 빈곤, 사랑과 같은 주제도 포함되어 있어 이로 인해 검열을 주장받기도 했다. 2014년에는 종교적 관점의 삽입으로 인해 책이 금지되었으며, 이후 이 시리즈는 불쾌감, 공격적인 언어, 폭력, 반가족적, 반윤리적, 오컬트/사탄적 이유 등으로 금지되거나 검열을 주장받았다. 뉴햄프셔의 한 부모는 이 시리즈가 11세 딸에게 악몽을 준다고 말하며, 아이들이 폭력에 무감각해질 수 있다고도 언급했다.

### 캡틴 언더팬츠 (Captain Underpants series)
데이브 필키(Dav Pilkey)의 《캡틴 언더팬츠》는 두 명의 4학년 남자아이인 조지 비어드와 해롤드 허친스의 이야기를 다룬 12권의 삽화가 포함된 어린이 소설 시리즈이다. 이 시리즈는 두 아이가 자신의 무서운 교장 선생님인 크럽 선생님을 최면에 걸어 그가 슈퍼히어로 캡틴 언더팬츠라고 믿게 만드는 우여곡절을 중심으로 전개된다. 이 시리즈는 모든 책에서 금지를 당했으며, 미국 도서관 협회(American Library Association)는 2013년과 2014년 동안 가장 많이 검열을 주장받은 책들 중 하나로 보고했다. 이 책들이 주로 금지된 이유는 주요 등장인물이 권위에 대한 불손함을 보이고 유머가 부적절하다는 주장 때문이다. 시리즈의 12권은 주요 캐릭터 중 하나인 해롤드가 게이임을 밝혀 추가적인 검열 시도가 일어났다.

### 월 플라워 (The Perks of Being a Wallflower)
스티븐 쇼보스키(Stephen Chbosky)의 《The Perks of Being a Wallflower》은 고등학교 신입생인 소심하고 지적이며 내성적인 성격을 가진 찰리의 이야기를 다룬 소설이다. 이 책은 찰리가 고등학교 생활을 시작하고 사랑에 빠지는 경험을 중심으로 전개되지만, 또한 슬픔과 성적 학대에 대한 언급도 포함되어 있다. 자기 발견과 수용의 메시지와 우정의 중요성을 강조함에도 불구하고, 이 책은 2003년부터 2017년까지 매년 금지되거나 검열을 주장받았고, 이후 2019년, 2022년, 2023년, 2024년에도 금지되거나 검열받았다.

## 반 도서검열 단체

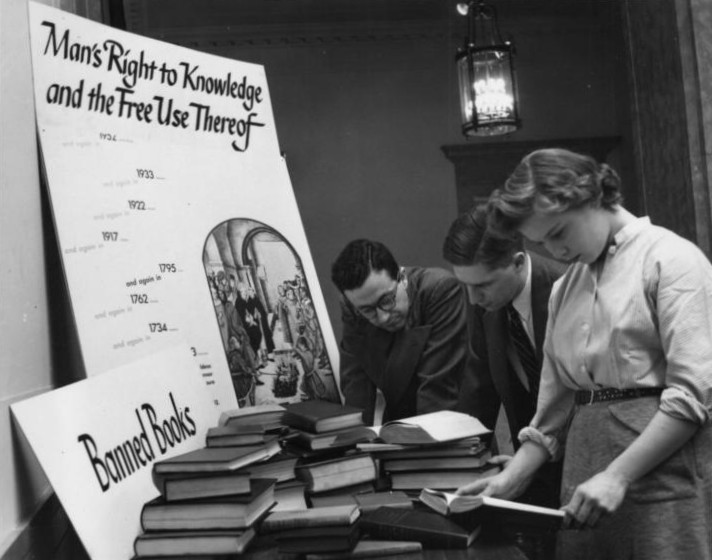
콜럼비아대학교에서 열린 금서 관련 토론회 패널. 200주년 기념 행사의 주제는 "지식에 대한 인간의 권리와 지식의 자유로운 사용"이었다.

1876년에 설립된 미국도서관협회(American Library Association, ALA)는 "도서관 및 정보 서비스와 사서직의 개발, 홍보 및 개선을 위한 리더십을 제공하여 학습을 향상시키고 모두에게 정보에 대한 접근을 보장"하는, 세계에서 가장 크고 오래된 도서관 협회이다. ALA의 웹사이트는 미국에서 도서 검열의 주요 세 가지 이유가 "성적으로 노골적이다", "모욕적인 언어가 포함되어 있다", 또는 "모든 연령대에 부적합하다"라고 밝혔다.
1969년 11월 20일, ALA 회원들에 의해 설립된 자유 읽기 재단(Freedom to Read Foundation)은 도서 검열과 관련된 법적 문제에 더 초점을 맞추고 있다. 그들의 주요 목표 중 하나는 법적 자문을 제공하는 것이며, 이 자문은 재단에서 직접 고용한 변호사일 수도 있고 아닐 수도 있다. 또한 법적 불의로 고통받고 있는 도서관과 사서들에게 지원을 제공하는 것이다. 이 협회는 캘리포니아 주의 obscenity(음란물) 법을 위반한 "성인" 서점 주인이 재판을 받았던 Kaplan v. California 사건에서 처음으로 미국 대법원에 항소를 진행했다. 이 사건은 반복적으로 성적 성질을 설명하는 내용이 포함된 표지가 없는 책을 판매함으로써 캘리포니아 외설 법령을 위반한 것으로 기소된 사건이었다. 자유읽기재단은 이 사건을 대법원에 제기하고, "Miller v. California"에서 제시된 음란물에 대한 새로운 삼중 테스트에 대한 헌법적 질문을 다루는 amicus brief(친선 의견서)를 제출해 달라"고 요청했지만, 대법원은 "첫 번째 수정헌법 권리가 오직 '진지한 문학이나 정치적 작품'에만 적용된다"는 판결을 내리며 그 요청을 거부했다.

### 금지 도서 주간
ALA 웹사이트에는 "금지 및 도전 도서(Banned & Challenged Books)" 섹션이 있으며, 매년 가장 금지되거나 이의가 제기된 도서 목록을 발표한다. 또한 ALA는 보통 9월 마지막 주에 "읽을 자유를 축하하는 연례 행사"인 금지된 도서 주간(Banned Books Week)을 개최한다. 금지된 도서 주간은 금지된 도서에 대한 인식을 높이기 위해 노력하는 여러 조직 간의 국가적 연대의 결과이다. 첫 번째 수정헌법과 도서관 활동가인 Judy Krug와 미국 출판사 협회가 1982년에 창립한 이 행사는 금지된 도서를 "미국 대중에게 알리는 것"을 목표로 한다. 2000년까지 이 행사의 목적은 "도서관 사서, 서점 직원, 출판사, 언론인, 교사 및 모든 종류의 독자들이 자유롭게 아이디어를 추구하고 표현할 수 있는 자유를 지지하는 데 하나로 모이게 하는 것"으로 확장되었다. 현재 매년 이 주간을 후원하는 연합체에는 미국 도서관 협회(ALA), 미국 서점 협회, 미국 서점 자유 표현 재단(ABFFE), 미국 출판사 협회, 미국 언론인 및 작가 협회 등이 있으며, 의회 도서관 내 센터의 지원도 받고 있다. 금지된 도서 주간은 학교와 도서관 등 책과 관련된 모든 곳에서 문학적 자유를 옹호하는 목표를 확장했다. 이 행사 현재의 주요 목표는 "첫 번째 수정헌법의 중요성과 문학의 힘을 가르치고, 자유 사회에서 정보 접근에 제한이 가해졌을 때 발생할 수 있는 위험에 주목하는 것"이다. 금지된 도서 주간은 책을 넘어서 학교나 입법자들에 의한 학문적 자료 필터링 문제를 다루는 것으로 확대되었다. 이는 YouTube, 소셜 미디어, 게임 등과 같은 서비스를 제거하는 소프트웨어를 포함한다. 미국 학교 사서 협회(American Association of School Librarians)는 모든 필터링에 대해 "연방 통신 위원회(Federal Communications Commission)의 아동 인터넷 보호법(Child Internet Protection Act)에서 설정한 요구 사항을 넘어서는 것이 중요하다"고 주장한다.
그러나 이 주간은 긍정적인 반응을 받는 것 외에도 비판도 존재한다. Tom Minnery, 포커스 온 더 패밀리의 부사장은 "ALA는 '금지된' 책이라는 거짓말을 너무 오래 퍼뜨려 왔다"고 주장하며, "어떤 것도 '금지되지 않았다"고 주장한다." Slate지의 Ruth Graham도 이에 동의한다. 그녀는 금지된 도서 주간을 기념하는 것이 공공 도서관에서의 책 검열 문제와 학교 도서관에서의 책 검열 문제를 혼동한다고 생각한다. 학교 도서관에서 실제 검열 사례는 그다지 많지 않다고 생각한다.[127] Focus on the Family와 같이 수많은 책을 도전하는 그룹들은 금지된 도서 주간에 반대하는 경우가 많지만, 그렇다고 모든 사람들이 반대하는 것은 아니다. 허프 포스트의 작가 Maddie Crum은 이 주간을 옹호하며, 이 주간이 미국인의 표현의 자유가 종종 제한되고 많은 경우 쉽게 얻을 수 없다는 사실을 사람들이 인식하는 데 도움을 준다고 주장한다.

## 금지된 작가들의 목소리

### 존 그린(John Green)
미국 작가 John Green의 소설 '알래스카를 찾아서(Looking for Alaska)'는 "불쾌한 언어"와 "성적으로 노골적인 묘사" 때문에 도전을 받았다. Green은 자신의 작품을 옹호하며, 이 소설이 "정서적으로 친밀한 키스가 감정적으로 빈약한 구강 성교보다 훨씬 더 만족스러울 수 있다는 점을 꽤 명확하게 주장하고 있다"고 말한다. ALA는 그를 보호하며, "도전은 단순히 한 사람이 자신의 의견을 표현하는 것이 아니라, 커리큘럼이나 도서관에서 자료를 제거하려는 시도이기 때문에 다른 사람들의 접근을 제한하게 된다. 따라서 이는 표현의 자유와 선택의 자유에 대한 위협"이라고 주장한다.

### 데이비드 거터슨(David Guterson)
데이비드 거터슨의 첫 번째 소설 '삼나무에 내리는 눈(Snow Falling on Cedars)'는 음란물에 비유되고, 성적으로 부적절하다는 이유로 가장 많이 금지된 도서 중 하나로 꼽혔다. 두 번째 소설을 집필할 당시 Guterson은 "또 다른 책을 쓰는 것은 항상 어렵다"고 말하며, 자신의 책이 금지될까 "죽을 만큼 두려웠다"고 밝혔다.

### 제이슨 레이놀즈(Jason Reynolds)
Jason Reynolds는 청소년 소설 All American Boys와 Stamped: Racism, Antiracism, and You를 공동 집필했으며, 이 두 작품은 2019년과 2020년 미국도서관협회(ALA)의 연례 도전 도서 상위 10위 목록에 포함되었다. 그는 NPR 인터뷰에서 이러한 검열에 대해 다음과 같이 반응했다. "그건 저에게 고통스러운 일이다. 왜냐하면 이런 책들이 금지될 때 수천, 수만 명의 젊은이들이 이 책들을 접할 수 없게 되기 때문이다."

### 데이브 필키(Dav Pilkey)
데이브 필키는 Captain Underpants 시리즈의 저자이자 삽화가로, 부적절한 유머, 권위에 대한 무례함, 마지막 책에서 등장한 게이 캐릭터 등으로 인해 이 시리즈는 자주 금지되었다. Pilkey는 도서 금지 행위에 대해 다음과 같이 말했다. "사람들이 책에 대해 각자의 의견을 가질 수 있다는 점은 이해한다. 하지만 그건 단지 의견 차이에 불과해야 한다. ‘아이들이 이 책을 읽지 않아야 한다’고 말하기보다는 단어 하나만 덧붙여 주세요. ‘내 아이들이 이 책을 읽지 않아야 한다’라고요."
Captain Underpants의 스핀오프 작품 The Adventures of Super Diaper Baby에서는 Pilkey가 다음과 같은 "잠재 메시지"를 삽입하기도 했다. "스스로 생각하라. 권위를 의심하라. 금지된 책을 읽어라! 아이들도 어른들과 같은 헌법적 권리를 갖고 있다!!! 표준화 시험을 보이콧하는 것을 잊지 마라!!!"

## 같이 보기
- 미국에서 도서 금지 (2021–현재)(영어판)
- 금서
- 미국의 도서(영어판)
- 미국의 학교 커리큘럼에 대한 검열(영어판)
- 미국의 학생 미디어 검열(영어판)
- 만화 코드 권위(영어판)
- 캠벨 대 세인트 태머니 교구 교육위원회(영어판)
- 금서 목록
- 정부에서 금지한 책 목록(영어판)
- 미국에서 일반적으로 가장 문제가 되는 책 목록(영어판)
- 미국에서의 LGBT 책 금지 제안(영어판)

## 참고 문헌
1. 1 2  Reichman, Henry (1993). 《Censorship and Selection: Issues and Answers for Schools. Revised》 (영어). Chicago. ISBN 978-0-8389-0798-6.
2. ↑  Connolly, Colleen. “How America's First Banned Book Survived and Became an Anti-Authoritarian Icon”. 《Smithsonian Magazine》 (영어). 2024년 5월 2일에 확인함.
3. ↑  Cohen, Matt (2021). “Review of The Trials of Thomas Morton: An Anglican Lawyer, His Puritan Foes, and the Battle for a New England” (영어) 56 (3): 931-936. ISSN 0012-8163. JSTOR 27081965.
4. ↑  Blakemore, Erin (2023년 4월 24일). “The history of book bans—and their changing targets—in the U.S.”. 《National Geographic》 (영어). 2024년 4월 25일에 확인함.
5. 1 2 3 4  Brady, Amy (2016년 9월 22일). “The History (and Present) of Banning Books in America”. 《Literary Hub》 (미국 영어). 2024년 4월 25일에 확인함.
6. 1 2  Italie, Hillel. “New censorship report finds that over 4,000 books were targeted in US libraries in 2023”. 《USA Today》 (미국 영어). 2024년 4월 25일에 확인함.
7. ↑  Smith, Tovia (2024년 3월 14일). “American Library Association report says book challenges soared in 2023”. 《National Public Radio》 (영어). 2024년 4월 24일에 확인함.
8. ↑  Creamer, Ella (2023년 9월 22일). “'Eating away at democracy': book bans in US public schools rise by a third in a year”. 《The Guardian》 (영국 영어). ISSN 0261-3077. 2024년 4월 27일에 확인함.
9. ↑  “First Amendment and Censorship”. 《American Library Association》 (영어). 2008년 6월 13일. 2024년 4월 25일에 확인함.
10. ↑  “The Freedom to Read”. 《ACLU of Oregon》 (영어). 2013년 9월 20일.
11. ↑  “From Iowa to Florida, national lawsuits against local book bans begin to gain traction”. 《Los Angeles Times》 (미국 영어). 2024년 1월 11일. 2024년 4월 25일에 확인함.
12. ↑  Klimek, Chris. “A Brief History of Banned Books in America”. 《Smithsonian Magazine》 (영어). 2024년 4월 27일에 확인함.
13. 1 2  Schaper, Arthur (2023년 5월 20일). “Op-ed: MassResistance continues fight”. 《News and Sentinel (Parkersburg, WV)》 (미국 영어). 2024년 4월 27일에 확인함.
14. ↑  Steele, Jennifer. (2020). A History of Censorship in the United States. Journal of Intellectual Freedom and Privacy. 5. 6–19.
15. ↑  “Banned Book FAQ” (영어). American Library Association. 2016년 10월 25일. 2024년 4월 26일에 확인함.
16. 1 2  Wood, Sarah (2022년 5월 17일). “Book Bans: What to Know”. 《US News and World Report》 (영어). 2024년 4월 20일에 확인함.
17. ↑  Ferri, Catherine E. (2024년 2월 26일). “Book Banning Goes Digital: Libraries Suspending Their E-Book Services and the Complications It Poses for First Amendment Doctrine” (PDF). 《Stanford Technology Law Review》 (영어) 27: 127–179.
18. ↑  Gadd, Chris (2022년 9월 19일). “Williamson County library backs 'Banned Book Week' after schools remove book”. 《The Tennessean》 (미국 영어). 2024년 4월 26일에 확인함.
19. 1 2  Webb, Susan L. (2023년 8월 8일). “Book Banning”. 《The Free Speech Center at Middle Tennessee State University》 (미국 영어). 2024년 4월 25일에 확인함.
20. ↑  “Freedom to Teach: Statement against Banning Books”. 《National Council of Teachers of English》 (미국 영어). 2024년 4월 26일에 확인함.
21. ↑  Carmichael, J (2023년 10월 11일). “Books for All: Protect the Freedom to Read in Your Community”. 《American Library Association》 (영어). 2024년 4월 26일에 확인함.
22. ↑  “Banned Books Week”. 《the American Booksellers Association》 (영어). 2024년 4월 26일에 확인함.
23. ↑  Jacques, Melissa. “Pornography in school libraries? Moms for Liberty shares Ryan Walters' cause célèbre”. 《Tulsa World》 (영어). 2024년 4월 27일에 확인함.
24. ↑  Pendharkar, Eesha (2022년 9월 19일). “Who's Behind the Escalating Push to Ban Books? A New Report Has Answers”. 《Education Week》 (영어). ISSN 0277-4232. 2024년 4월 27일에 확인함.
25. ↑  “Access to Library Resources and Services for Minors: An Interpretation of the Library Bill of Rights”. 《American Library Association》 (영어). 2006년 7월 26일. 2024년 4월 26일에 확인함.
26. 1 2  Knox, Emily J.M. 《Foundations of Intellectual Freedom》 (영어). United States: American Library Association. 6–7쪽. ISBN 9780838937457.
27. 1 2  “Banned Books Home – Marshall Libraries” (미국 영어). 2024년 4월 27일에 확인함.
28. 1 2  Dawkins, April M; Eidson, Emily C (2021). “A Content Analysis of District School Library Selection Policies in the United States” (PDF). 《School Library Research》 (영어) 24: 1–27.
29. ↑  Blunt, Johnnie Romon. “Book Challenges in School & Public Libraries: Identifying Frequently Challenged Books”. 《University of Northern Iowa》 (영어). 2024년 4월 27일에 확인함.
30. 1 2  Yorio, Kara. “Censorship Attempts Will Have a Long-lasting Impact on School Library Collections, SLJ Survey Shows”. 《School Library Journal》 (영어). 2024년 4월 27일에 확인함.
31. ↑  “Legislation of Concern in 2023”. 《EveryLibrary》 (영어). 2024년 4월 26일에 확인함.
32. ↑  Good, Anne (2023년 10월 9일). “America's first banned book?”. 《UMN Libraries News & Events》 (미국 영어). 2024년 5월 9일에 확인함.
33. ↑  “Banned books | Freedom Forum Institute”. 《www.newseuminstitute.org》 (미국 영어). 2017년 6월 11일에 원본 문서에서 보존된 문서. 2021년 10월 13일에 확인함.
34. ↑  “17 Stat. 598 - An Act for the Suppression of Trade in, and Circulation of, obscene Literature and Articles of immoral Use”. 《GovInfo》 (영어). 2025년 1월 28일. 2025년 1월 28일에 확인함.
35. ↑  “Reproductive Rights”. 《Historical Society of the New York Courts》 (미국 영어). 2025년 1월 28일에 확인함.
36. ↑  〈Obscenity〉. 《Encyclopedia Britannica》 (영어). 2018년 5월 4일에 확인함.
37. ↑  Horowitz, Helen Lefkowitz (2003). 《Rereading sex: battles over sexual knowledge and suppression in nineteenth-century America》 (영어) 1. Vintage Books판. New York: Vinatage Books. ISBN 978-0-375-70186-3.
38. ↑  Beisel, Nicola Kay (1997). 《Imperiled Innocents: Anthony Comstock and Family Reproduction in Victorian America》 (영어). Princeton, New Jersey: Princeton University Press. 40쪽. ISBN 978-0691027791. 2023년 4월 9일에 확인함. (가입 필요).
39. ↑  Boyer, Paul S. (2009). 〈The Shifting Rhythms of Book Censorship〉. 《A History of the Book in America》 (영어). University of North Carolina Press. 276–298쪽. ISBN 978-0807831861. JSTOR 10.5149/9781469625829_kaestle.21.
40. 1 2  Donaldson, Scott (2014년 10월 1일). “Censorship and A Farewell to Arms”. 《Studies in American Fiction》 (영어) 19 (1): 85–93. doi:10.1353/saf.1991.0026. ISSN 2158-415X.
41. ↑  Boyer, P. S. (2002). Purity in Print: Book Censorship in America from the Gilded Age to the Computer Age. United States: University of Wisconsin Press. p.172.
42. ↑  “The New England Watch and Ward Society”. 《OUP Blog》 (영어). 2018년 5월 23일. 2025년 1월 28일에 확인함.
43. 1 2  Boyer, Paul S. (1963년 1월 1일). “Boston Book Censorship in the Twenties”. 《American Quarterly》 (영어) 15 (1): 3–24. doi:10.2307/2710264. JSTOR 2710264.
44. 1 2  “Library Bill of Rights and Freedom to Read Statement Pamphlet | ALA”. 《www.ala.org》 (영어). 2024년 8월 22일에 확인함.
45. ↑  “TWISTED SOURCES: How Confederate propaganda ended up in the South's schoolbooks | Facing South”. 《www.facingsouth.org》 (영어). 2024년 8월 22일에 확인함.
46. ↑  Niraj Chokshi (2014년 2월 19일). “Georgia created the nation's first censorship board 61 years ago today”. 《The Washington Post》 (영어).
47. ↑  Gregory C. Lisby (Spring 2000). “"Trying to Define What May Be Indefinable": The Georgia Literature Commission, 1953–1973”. 《The Georgia Historical Quarterly》 (영어) (Georgia Historical Society) 84: 72–97. JSTOR 40584227.
48. ↑  “Book ban efforts surging in 2022, library association says”. 《AP News》 (영어). 2022년 9월 16일.
49. ↑  Patterson, Jeff (2023년 8월 8일). “'Teachers are frightened': Hillsborough schools putting restrictions on Shakespeare to avoid sexual content” (영어). WFLA-TV. 2023년 8월 13일에 확인함.
50. ↑  Lichtenberg, Drew (2023년 8월 13일). “Make Shakespeare Dirty Again” (영어). The New York Times. 2023년 8월 13일에 원본 문서에서 보존된 문서. 2023년 8월 13일에 확인함.
51. ↑  Lichtenberg, Drew (2023년 9월 10일). “Shakespeare's 'Sublimely, Disturbingly Smutty Effect' Must Endure” (영어). The New York Times. 2023년 9월 10일에 원본 문서에서 보존된 문서. 2023년 9월 11일에 확인함.
52. ↑  “Evans V. Selma Union High School District”. 《casetext.com》 (영어). 2016. 2025년 3월 27일에 원본 문서에서 보존된 문서. 2016년 11월 19일에 확인함.
53. ↑  “Free Speech on the Docket: Minarcini V. Strongsville City School District”. 《American Civil Liberties Union of Ohio》 (영어). ACLU. 1976년 8월 30일. 2016년 11월 19일에 확인함.
54. 1 2  “Island Trees Sch. Dist. v. Pico by Pico 457 U.S. 853 (1982)”. 《Justia Law》 (영어). 2016년 11월 30일에 확인함.
55. ↑  “Island Trees School District v. Pico”. 《Bill of Rights Institute》 (영어). 2016년 11월 20일에 확인함.
56. 1 2 3 4 5  “Board of Educ. v. Pico | US Law”. 《Legal Information Institute》 (영어). 2016년 11월 19일에 확인함.
57. ↑  Picchi, Aimee (2023년 5월 17일). “Florida county school district sued by largest U.S. publisher over book ban”. 《CBS News》 (영어). 2023년 5월 18일에 확인함.
58. ↑  “Pen American Center, Inc., et al. v. Escambia County School District and the Escambia County School Board” (PDF) (영어). 2023년 5월 17일. 2023년 5월 18일에 확인함.
59. ↑  Schwartz, Jeremy; The Texas Tribune, ProPublica (2023년 10월 11일). “Book bans in Texas spread as new state law takes effect”. 《The Texas Tribune》 (영어).
60. ↑  brianbuchanan (2024년 4월 22일). “6 key points on book bans from new PEN America report”. 《The Free Speech Center》 (미국 영어). 2024년 11월 21일에 확인함.
61. ↑  “About Banned & Challenged Books | Banned & Challenged Books”. 《www.ala.org》 (영어). 2017년 7월 7일에 원본 문서에서 보존된 문서. 2016년 4월 3일에 확인함.
62. ↑  “Banned & Challenged Books | Banned & Challenged Books” (영어). 2017년 7월 7일. 2017년 7월 7일에 원본 문서에서 보존된 문서. 2024년 11월 21일에 확인함.
63. ↑  “Banned in the USA: Narrating the Crisis”. 《PEN America》 (미국 영어). 2024년 4월 16일. 2024년 11월 21일에 확인함.
64. ↑  admin (2013년 3월 26일). “Infographics” (영어). Banned & Challenged Books. 2016년 11월 7일에 확인함.
65. 1 2  “Schools and Censorship: Banned Books”. 《People for the American Way》 (영어). 2016년 11월 20일에 확인함.
66. 1 2 3 4  “The Big Five: Why Books Are Banned by Powell's Books”. 《www.powells.com》 (미국 영어). 2025년 2월 7일에 확인함.
67. ↑  “The Catcher in the Rye”. 《The Free Speech Center》 (미국 영어). 2025년 2월 7일에 확인함.
68. ↑  “Banned Books 2022 - The Handmaid's Tale”. 《Mashall Libraries》 (영어). 2025년 2월 14일에 확인함.
69. ↑  Natanson, Hannah (2023년 6월 9일). “Objection to sexual, LGBTQ content propels spike in book challenges”. 《The Washington Post》 (영어). 2025년 2월 7일에 확인함.
70. 1 2  “Top 10 and Frequently Challenged Books Archive | Banned Books”. 《www.ala.org》 (영어). 2025년 2월 7일에 확인함.
71. ↑  Gomez, Betsy (2018년 9월 6일). “Banned Spotlight: The Hate U Give”. 《Banned Books Week》 (영어).
72. 1 2  Reilly, Katie (2018년 2월 8일). “A School District Has Dropped Mockingbird and Huckleberry Finn from Reading Lists Over Racial Slurs”. 《TIME》 (영어). 2025년 3월 24일에 확인함.
73. 1 2  Kingkade, Tyler; Zadrozny, Brandy; Collins, Ben (2021년 6월 15일). “Critical race theory battle invades school boards - with help from conservative groups”. 《NBC News》 (영어). 2025년 3월 24일에 확인함.
74. 1 2  O'Kane, Caitlin (2022년 9월 20일). “Over 1,600 books were banned in U.S. school districts in one year – and the number is increasing”. 《CBS News》 (미국 영어). 2025년 3월 24일에 확인함.
75. 1 2 3 4 5 6  Foerstel, H.N. 《Banned in the U.S.A.: A reference guide to book censorship in schools and public libraries》 (영어). Westport: Greenwood Press. xx쪽. ISBN 978-0313311666. (가입 필요).
76. 1 2  “California School District Considers Ban on Classic Books”. 《National Coalition Against Censorship》 (영어). 2020년 12월 4일. 2020년 12월 4일에 확인함.
77. ↑  “Banned Books Week: What You Need to Know”. 《Cherry Hill, NJ Patch》 (영어). 2012년 10월 4일. 2025년 3월 24일에 확인함.
78. 1 2 3  “Success Stories: Schools”. 《Newsletter on Intellectual Freedom》 (영어) 56 (5): 205–206. September 2007.
79. 1 2  Will, Madeline (2021년 9월 30일). “Calls to Ban Books by Black Authors Are Increasing Amid Critical Race Theory Debates”. 《Education Week》 (영어). ISSN 0277-4232. 2025년 3월 24일에 확인함.
80. 1 2 3 4  Sova, Dawn (2006). 《Literature Suppressed on Social Grounds》 (영어). New York, New York: Facts on File. ISBN 978-0-8160-3303-4. (가입 필요).
81. 1 2  admin (2013년 3월 26일). “Top Ten Most Frequently Challenged Books Lists” (영어). Banned & Challenged Books. 2016년 11월 5일에 확인함.
82. ↑  “FindLaw's United States Ninth Circuit case and opinions.”. 《Findlaw》 (영어). 2016년 11월 5일에 확인함.
83. ↑  Lingo, Marci (2003). “"Forbidden Fruit: The Banning of "The Grapes of Wrath" in the Kern County Free Library”. 《Libraries and Culture》 (영어) 38 (4): 351–377. doi:10.1353/lac.2003.0069. JSTOR 25549126.
84. 1 2  Whitman, Alden (1974년 12월 10일). “Suppressed China Book Sees the Light Again” (영어). New York: The New York Times.
85. 1 2 3  Koen, Ross Y. (1974). 《The China Lobby in American Politics》 (영어) Reprint판. New York: Harper & Row. ix–xxii쪽. ISBN 9780061388859.
86. ↑  McCoy, Alfred W. (2003). 《The Politics of Heroin : CIA complicity in the global drug trade: Afghanistan, Southeast Asia, Central America, Colombia》 (영어) Revis판. Chicago: Chicago Review Press. 173–179, 353–354쪽. ISBN 978-1-55652-483-7.
87. 1 2  Karolidas, Jason (2006). 《Literature Suppressed on Political Grounds》 (영어). New York: Facts on File. ISBN 978-0-8160-3304-1.
88. ↑  The Office for Intellectual Freedom of the American Library Association
89. ↑  Irwin Schiff
90. 1 2  Bald, Margaret (2006). 《Literature Suppressed on Religious Grounds》 (영어). New York, New York: Facts on File. ISBN 978-0-8160-6269-0.
91. ↑  “Tennessee Anti-evolution Statute – UMKC School of Law”. 《law2.umkc.edu》 (영어). 2016년 12월 4일에 확인함.
92. ↑  Moore, Randy (2002). 《Evolution in the Courtroom: A Reference Guide》 (영어). Bloomsbury Academic. 58-59쪽. ISBN 9781576074206. LCCN 2001005295.
93. ↑  Otto, Eric C. (2018년 4월 9일). “Evidence for the "Slippery Slope" to Censorship: The Story from Florida and Collier County”. 《Journal of Intellectual Freedom & Privacy》 (영어) 2 (3–4): 20–30. doi:10.5860/jifp.v2i3-4.6481. ISSN 2474-7459.
94. 1 2  “Harry Potter Beats His Foes – Again – CBS News”. 《www.cbsnews.com》 (미국 영어). 2003년 4월 23일. 2023년 12월 4일에 확인함.
95. ↑  Aftergood, Steven (2010년 9월 29일). “Secrecy News: Behind the Censorship of Operation Dark Heart”. 《Federation of American Scientists》 (영어). 2016년 11월 30일에 확인함.
96. ↑  The Office for Intellectual Freedom of the American Library Association.
97. 1 2  “Radcliffe's Rival 100 Best Novels List”. 《Modern Library》 (영어). 1998. 2016년 11월 20일에 원본 문서에서 보존된 문서. 2016년 11월 20일에 확인함.
98. 1 2 3 4  “Top Ten Most Frequently Challenged Books Lists”. 《American Library Association》 (영어). 2013년 3월 26일. 2016년 11월 20일에 확인함.
99. 1 2  “Censorship Dateline: Schools”. 《Newsletter on Intellectual Freedom》 (영어) 53: 177–178. 2005.
100. ↑  Harker, ST (August 2015). “Banned 35 – To Kill a Mockingbird by Harper Lee” (영어). Banned Library. 2016년 11월 28일에 확인함.
101. ↑  “Success Stories: Schools”. 《Newsletter on Intellectual Freedom》 (영어) 57 (3): 117–118. May 2008.
102. ↑  Karolides, Nicholas J. (2006). 《Literature suppressed on political grounds》 (영어) Rev.판. New York: Facts On File. 96–100쪽. ISBN 0-8160-6270-6.
103. ↑  Harer, John B.; Harris, Steven R. (1994). 《Censorship of expression in the 1980s : a statistical survey》 (영어). Westport, Conn.: Greenwood Press. ISBN 978-0313287466. OCLC 29793344.
104. ↑  “100 most frequently challenged books: 1990–1999”. 《American Library Association》 (영어). 2016년 11월 20일에 확인함.
105. ↑  “The Catcher in the Rye Book Review”. 《Plugged In》 (영어). Focus on the Family. 2016년 11월 20일.
106. ↑  Dutra, Fernando (2006년 9월 25일). “U. Connecticut: Banned Book Week celebrates freedom”. 《The America's Intelligence Wire》 (영어).
107. ↑  Marchetti, Victor; Marks, John D. (1974). 《The CIA and the Cult of Intelligence》 (영어). Knopf. ISBN 0-394-48239-5.
108. ↑  Warner, John S. (1977). “The Marchetti Case: New Case Law” (PDF) (영어).
109. ↑  《Reasserting America in the 1970s: U.S. public diplomacy and the rebuilding of America’s image abroad》 (영어). Manchester University Press. 2016. 201쪽.
110. ↑  “Case Study: Fun Home | Comic Book Legal Defense Fund”. 《cbldf.org》 (영어). 2016년 11월 4일에 확인함.
111. ↑  Hart, James (2006년 10월 23일). “Novels too graphic for some – Hot publishing trend of comic book-type images draws objections from some library patrons” (영어). Kansas City Star.
112. ↑  admin (2013년 3월 26일). “Top 10 Most Challenged Books Lists”. 《Advocacy, Legislation & Issues》 (영어). 2022년 3월 28일에 확인함.
113. ↑  “Why is 'The Hunger Games' a Banned Book?” (영어). 2020년 10월 2일.
114. ↑  “Banned Books 2019 – the Adventures of Captain Underpants Series” (영어).
115. ↑  “'Captain Underpants' banned from school book fair over gay character”. 《Los Angeles Times》 (영어). 2015년 10월 27일.
116. ↑  https://www.marshall.edu/library/bannedbooks/the-perks-of-being-a-wallflower/ April 2, 2025
117. 1 2  “About ALA”. 《ALA.org》 (영어). 2013년 2월 22일. 2017년 12월 7일에 확인함.
118. ↑  “About ALA”. 《ALA.org》 (영어). 2013년 2월 22일. 2017년 12월 7일에 확인함.
119. ↑  “About FTRF – Freedom to Read Foundation”. 《www.ftrf.org》 (영어). 2016년 11월 30일에 확인함.
120. ↑  “History of FTRF – Freedom to Read Foundation”. 《www.ftrf.org》 (영어). 2016년 11월 30일에 확인함.
121. 1 2  “Kaplan v. California 413 U.S. 115 (1973)”. 《Justia Law》 (영어). 2016년 11월 30일에 확인함.
122. 1 2  Anonymous (2012년 12월 10일). “Banned & Challenged Books”. 《Banned & Challenged Books》 (영어). 2016년 11월 21일에 확인함.
123. ↑  Samuels, Dorothy (2009년 4월 14일). “Judith Krug”. 《The New York Times》 (영어). ISSN 0362-4331. 2016년 11월 21일에 확인함.
124. ↑  “Marking 25 years of Banned Books Week: an interview with Judith Krug”. 《Curriculum Review》 (영어) 46 (1).
125. ↑  “Banned Books Week: Celebrating the Freedom to Read”. 《Banned & Challenged Books》 (영어). 2012년 12월 20일. 2016년 12월 2일에 원본 문서에서 보존된 문서. 2016년 11월 30일에 확인함.
126. ↑  “Filtering in Schools”. 《American Association of School Librarians (AASL)》 (영어). 2012년 10월 1일. 2016년 10월 31일에 원본 문서에서 보존된 문서.
127. ↑  “Focus on the Family Exposes the "Banned" Books Lie”. 《www.charitywire.com》 (영어). 2010년 10월 30일에 원본 문서에서 보존된 문서. 2016년 11월 21일에 확인함.
128. 1 2  Graham, Ruth (2015년 9월 28일). “Banned Books Week Is a Crock”. 《Slate》 (미국 영어). ISSN 1091-2339. 2016년 11월 21일에 확인함.
129. ↑  Crum, Maddie (2015년 9월 28일). “This Is Why You Should Celebrate Banned Books Week”. 《The Huffington Post》 (영어). 2016년 11월 21일에 확인함.
130. 1 2 3  Coles, Amy (2016년 4월 26일). “John Green fights back against banning of Looking for Alaska”. 《The Guardian》 (영국 영어) (London). ISSN 0261-3077. 2017년 12월 13일에 확인함.
131. ↑  “Snow Falling on Cedars” (영어). 2017년 12월 13일에 확인함.
132. ↑  Foerstel, Herbert (2002). “Banned in the U.S.A”. 《A Reference Guide to Book Censorship in Schools and Public Libraries》 (영어). doi:10.5040/9798400616396. ISBN 978-0313311666. (가입 필요).
133. ↑  Blair, Elizabeth (2021년 9월 30일). “During Banned Books Week, Readers Explore What It Means To Challenge Texts”. 《NPR》 (영어). 2022년 3월 28일에 확인함.
134. ↑  “Captain Underpants' Dav Pilkey on Being Banned for No Good Reason” (영어). 2015년 9월 3일.
135. ↑  “Happy Birthday, Dav Pilkey!” (영어). 2020년 3월 4일.